# Ровеньский
Природный парк Ровеньский — региональный природный парк, расположенный в Ровеньском районе Белгородской области. Находится в подчинении заповедника Белогорье.

## История
Природный парк «Ровеньский» был создан в соответствии с постановлением главы администрации Белгородской области от 28 августа 1998 г. № 469 «Об организации природного парка „Ровеньский“». Распоряжением председателя правительства Белгородской области от 21.05.1999 г. № 55 рекомендовано передать парк на баланс ГПЗ Белогорье.

## Состав территории
Природный парк Ровеньский включает пять участков:
- Айдарский
- Лысая Гора
- Нагольненский
- Нижнесеребрянский
- Сарма

## Участки природного парка

### Айдарский участок
Расположен по правому берегу реки Айдар, к северу от посёлка Ровеньки. Включает в себя пойму Айдара и меловые склоны.
В северной части территории участка расположены три байрачных леска: урочище Карайчик, урочище Запорожское и урочище Скроливское.

### Нижнесеребрянский участок
Расположен к югу от села Нижняя Серебрянка. Представляет собой треугольник при слиянии рек Айдар и Серебрянка.

### Участок Сарма
Расположен на правом берегу реки Сарма, напротив села Клименково.

## Флора и фауна
На территории природного парка произрастает 7 видов растений, занесённых в Красную книгу РФ: полынь беловойлочная, копеечник украинский, иссоп меловой, пион тонколистный, ирис низкий, ятрышник болотный, ковыль перистый. В фауне природного парка насчитывается 25-30 таксонов млекопитающих и 110—115 гнездящихся видов птиц. Широко распространены заяц-русак, бобр, лисица, выдра, лебедь-шипун, серый гусь, большой веретенник, клинтух, филин, сплюшка и др.